# Eurysternus strigilatus
Eurysternus strigilatus är en skalbaggsart som beskrevs av François Génier 2009. Eurysternus strigilatus ingår i släktet Eurysternus och familjen bladhorningar. Inga underarter finns listade i Catalogue of Life.